# Renato Del Din
Renato Del Din nome di battaglia Anselmo, (Auronzo di Cadore, 15 giugno 1922 – Tolmezzo, 25 aprile 1944) è stato un militare e partigiano italiano, medaglia d'oro al valor militare.

## Biografia
Frequenta la Scuola militare "Teulié".
Giovane sottotenente degli alpini comandante di plotone della 70ª Compagnia, Battaglione Gemona, 8º Reggimento Alpini della Divisione alpina "Julia", dopo l'armistizio, è tra i primi a promuovere la lotta di liberazione in Carnia, prende il nome di battaglia Anselmo.

Tra i fondatori della prima formazione delle Brigate Osoppo-Friuli, in Val d'Arzino, formazione nella quale confluirono militari, repubblicani, monarchici, aderenti alla Democrazia Cristiana, al Partito d'Azione, al Partito Socialista, al Partito Liberale e appoggiate dalla chiesa friulana.

La sorella Paola Del Din, ancora vivente anche lei medaglia d'oro al valor militare, lo seguirà nell'esperienza della Resistenza collaborando con la formazione da lui fondata.
Protagonista di audaci azioni di sabotaggio, fu fautore di un metodo di combattimento aggressivo, nella notte tra il 24 e il 25 aprile 1944, assieme ad altri compagni organizza un attacco notturno alla caserma della milizia fascista a Tolmezzo, la reazione dei militi fascisti è immediata; ferito non si arrende e al grido di "Viva l'Italia"! Avanti Osoppo"! continua l'attacco, ma viene definitivamente falciato da una raffica di mitragliatrice.
Il solenne funerale si svolse a Tolmezzo, sotto gli occhi degli occupanti che non osarono impedirlo vista la partecipazione di massa della popolazione.

## Onorificenze
Sottotenente in s.p.e. degli Alpini, Partigiano combattente

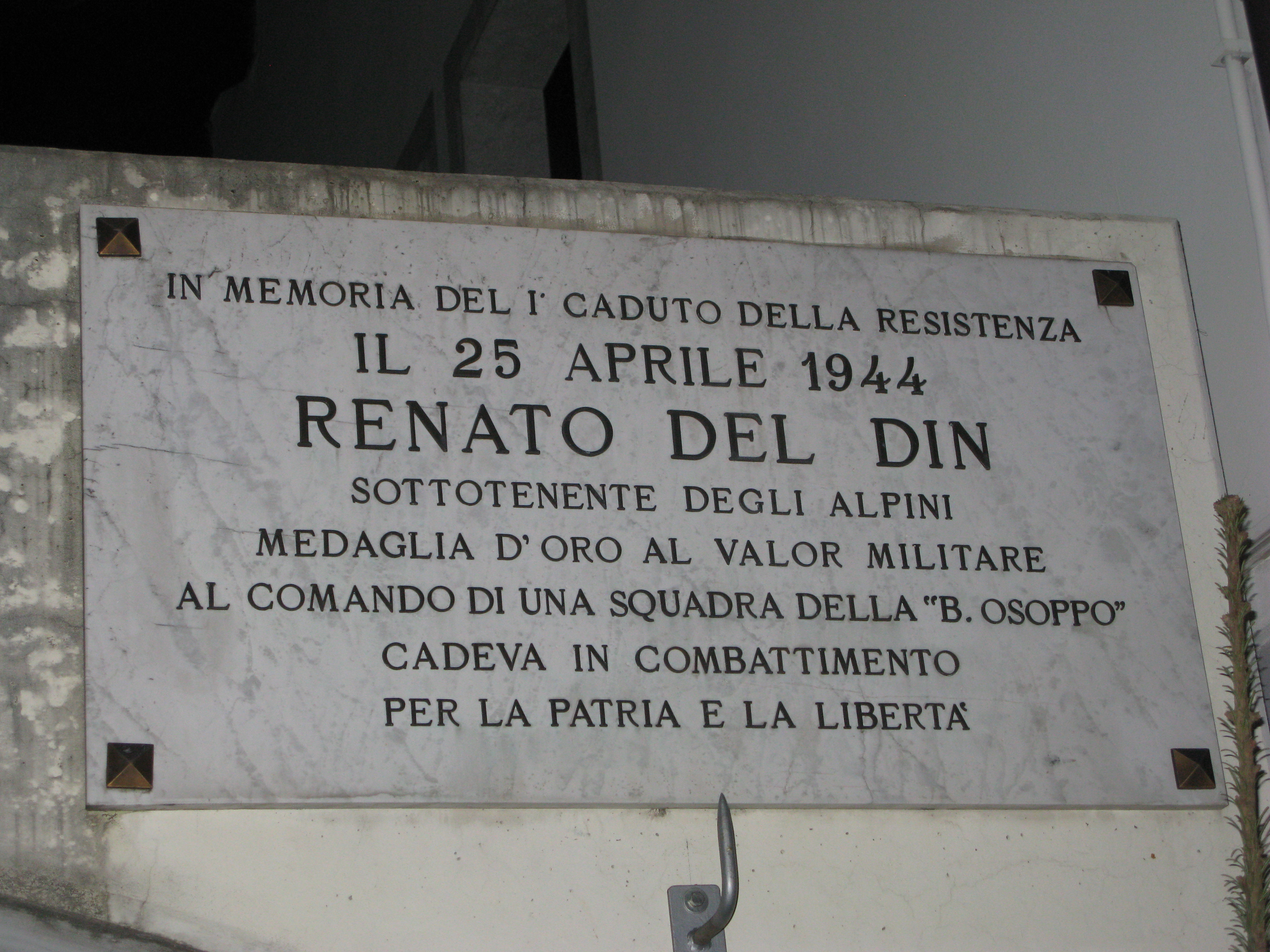
Targa commemorativa per il sottotenente Renato Del Din a Tolmezzo.

## Riconoscimenti
Diverse sono le caserme e le vie a lui intitolate in questi anni in tutto il Friuli.
A Vicenza gli è stata intitolata la nuova base militare statunitense costruita presso l'ex aeroporto "Dal Molin", decisione osteggiata dalla sinistra e dall'ANPI.
Un corso della Scuola Militare "Teuliè" da lui frequentata porta il suo nome, il XII corso 2007-2010.